# あやまんJAPAN全国遠征試合「マジお前らに会いてぇわ」
『あやまんJAPAN全国遠征試合「マジお前ら会いてぇわ』は、日本のエンターテインメント集団あやまんJAPANの初の全国ライブ・ツアーである。

## 背景
フジテレビ系のバラエティ番組『とんねるずのみなさんのおかげでした』への出演で知られる様になり、2010年に「ぽいぽいぽいぽぽいぽいぽぴー」で歌手デビューを果たしたあやまんJAPANの全国ツアーである。ライブの開催は、2011年5月10日に彼女らの公式サイトで初めて明かされた。
普段、メディアにはあやまん監督、ファンタジスタさくらだ、ルーキエタの3人のみが出演するが、本ツアーでは、他のメンバーも出演。その中には、あやまん監督の実妹やオフィシャルブログで募集した「1日あやまんJAPAN」の15名も含まれている。また、最終日公演には、オリエンタルラジオの藤森慎吾と、「ドドスコぽいぽいのうた」でコラボレーションした楽しんごが特別ゲストとして出演した。同日に、藤森とのコラボレーション曲の発売が発表された。

## 日程
| 日            | 場所           | 会場           |
| ------------- | -------------- | -------------- |
| 2011年6月10日 | 愛知県名古屋市 | サンシャイン栄 |
| 2011年6月16日 | 大阪府大阪市   | FANJ twice     |
| 2011年6月24日 | 東京都渋谷区   | Shibuya O-EAST |

- 出典:[1][2]

## 備考
- 特別協賛:サイバード[2]
- 主催:ショウランナー[2]
- 後援:よしもとクリエイティブ・エージェンシー、よしもとアール・アンド・シー[2]